# Vũ Đức vương
Vũ Đức vương (tiếng Trung: 武德王; ? – 1028) là một tông thất và tướng lĩnh thời đầu nhà Lý trong lịch sử Việt Nam.

## Thân thế
Các sách sử như Đại Việt sử lược, Đại Việt sử ký toàn thư lẫn Khâm định Việt sử thông giám cương mục đều không ghi lại thân thế lẫn tên của Vũ Đức vương. Chữ đầu (Vũ) trong tước hiệu của ông giống với tước hiệu của anh trai (Vũ Uy vương) và chú (Vũ Đạo vương) của Lý Thái Tổ, không rõ Vũ Đức vương có quan hệ gì với hai tông thất này không.
Riêng Trần Trọng Kim thì cho rằng Vũ Đức vương là Hoàng tử (tức con trai của Lý Thái Tổ).

## Hành trạng
Năm 1015, Lý Thái Tổ phái Vũ Đức vương cùng Dực Thánh vương đi đánh dẹp các châu Đô Kim, Vị Long, Thường Tân, Bình Nguyên. Trận này Dực Thánh vương bắt được Hà Án Tuấn. Án Tuấn vốn là thủ lĩnh châu Vị Long. Trước đó, vào năm 1013, Hà Án Tuấn làm phản, theo nước Đại Lý, bị Lý Thái Tổ thân chinh đi đánh, Án Tuấn bỏ chạy.
Năm 1028, Lý Thái Tổ băng hà. Các quan lại trong triều đến cung Long Đức đón Thái tử Lý Phật Mã lên ngôi. Dực Thánh vương, Đông Chinh vương, Vũ Đức vương không phục, đem phủ quân làm binh biến. Đông Chinh vương cho quân phục ở trong Long Thành, còn Dực Thánh vương và Vũ Đức vương ở cửa Quảng Phúc, chờ Thái tử đến thì đánh úp.
Thái tử ban đầu muốn cho người thuyết phục ba vương tự rút quân, nhưng sau đó được Lý Nhân Nghĩa thuyết phục, sai Lý Nhân Nghĩa và Lê Phụng Hiểu dẫn vệ sĩ ra đánh. Lê Phụng Hiểu xông thẳng đến chỗ Vũ Đức vương. Vũ Đức vương quay ngựa tránh né thì ngựa quỵ xuống, bị Phụng Hiểu bắt giữ, chém giết tại trận. Dực Thánh vương và Đông Chinh vương sợ hãi bỏ chạy.

## Thờ phụng
Vũ Đức vương, Đông Chinh vương, Dực Thánh vương được thờ phụng tại nhiều nơi, đặc biệt là khu vực Hải Phòng.